# Гонсалвеш, Андре
Андре́ Пере́йра Гонса́лвеш (порт. André Pereira Gonçalves; 16 мая 2003, Лиссабон) — португальский футболист, полузащитник житомирского «Полесья».

## Клубная карьера
Родился в Лиссабоне. На юношеском и молодёжном уровне выступал за «КР Фут», «Сакавененсе» и столичный «Спортинг».
В начале июля 2022 года переведён в резерную команду «Спортинга». Дебютировал за резервную команду «Спортинга» 20 августа 2022 года в проигранном (2:3) домашнем поединке 1-го тура группы Б Лиги 3 против «Монкарапашенсе». Андре вышел на поле в стартовом составе, а на 55-й минуте его заменил Афонсу Морейру. В сезоне 2022/23 сыграл 4 матча в чемпионате Португалии, а в следующем сезоне — всего один поединок.
В конце января 2024 года свободным агентом перешёл в «Эшторил-Прая», но играл преимущественно за команду U-23. За первую команду дебютировал 20 октября 2024 года в ничейном (0:0) выездном поединке 3-го раунда кубка Португалии против «Лузитану». Гонсалвеш вышел на поле на 96-й минуте вместо кабовердинца Фабрисиу Андраде. Этот поединок оказался единственным для молодого атакующего игрока в футболке «Эшторила».
1 февраля 2025 года подписал 3-летний контракт с возможностью продления ещё на один год с «Полесьем».

## Карьера в сборной
На международном уровне дебютировал за Португалию за сборную U-15 24 апреля 2018 года в победном (5:0) товарищеском матче против юношеской сборной Норвегии (U-15). Андре вышел на поле на 44-й минуте вместо Жоэлсона Фернандеша. Единственным голом за юношескую сборную Португалии 27 апреля 2018 года на 65-й минуте ничейного (2:2) выездного поединка против юношеской сборной Австрии (U-15). Гонсалвеш вышел на поле на 60-й минуте вместо Жоэлсона Фернандеша. В составе команды U-15 отличился 1-м голом в 5-ти матчах. Также играл за юношеские сборные Португалии (U-16) и (U-17).